# HSK Atlantis
HSK Atlantis (HSK2, „Schiff 16”) – niemiecki krążownik pomocniczy (rajder) Kriegsmarine okresu II wojny światowej. Royal Navy nadała mu nazwę Raider-C. Podczas II wojny światowej przepłynął ponad 161 000 km w ciągu 602 dni i zatopił 22 statki o łącznej pojemności 144 384 BRT. Zatopiony 21 listopada 1941 przez brytyjski krążownik ciężki HMS „Devonshire”.
Był dowodzony przez komandora (Kapitän zur See) Bernharda Roggego, który został odznaczony Krzyżem Rycerskim Krzyża Żelaznego z Liśćmi Dębu.

## Służba cywilna
„Goldenfels” został zbudowany w stoczni Bremer Vulkan w 1937 i należał do Hansa Line, Brema. Pod koniec 1939 został zarekwirowany przez Kriegsmarine i przerobiony na krążownik pomocniczy przez DeSchiMAG, Bremen. Wszedł do służby jako rajder „Atlantis” w listopadzie 1939.